# 梅田出入口

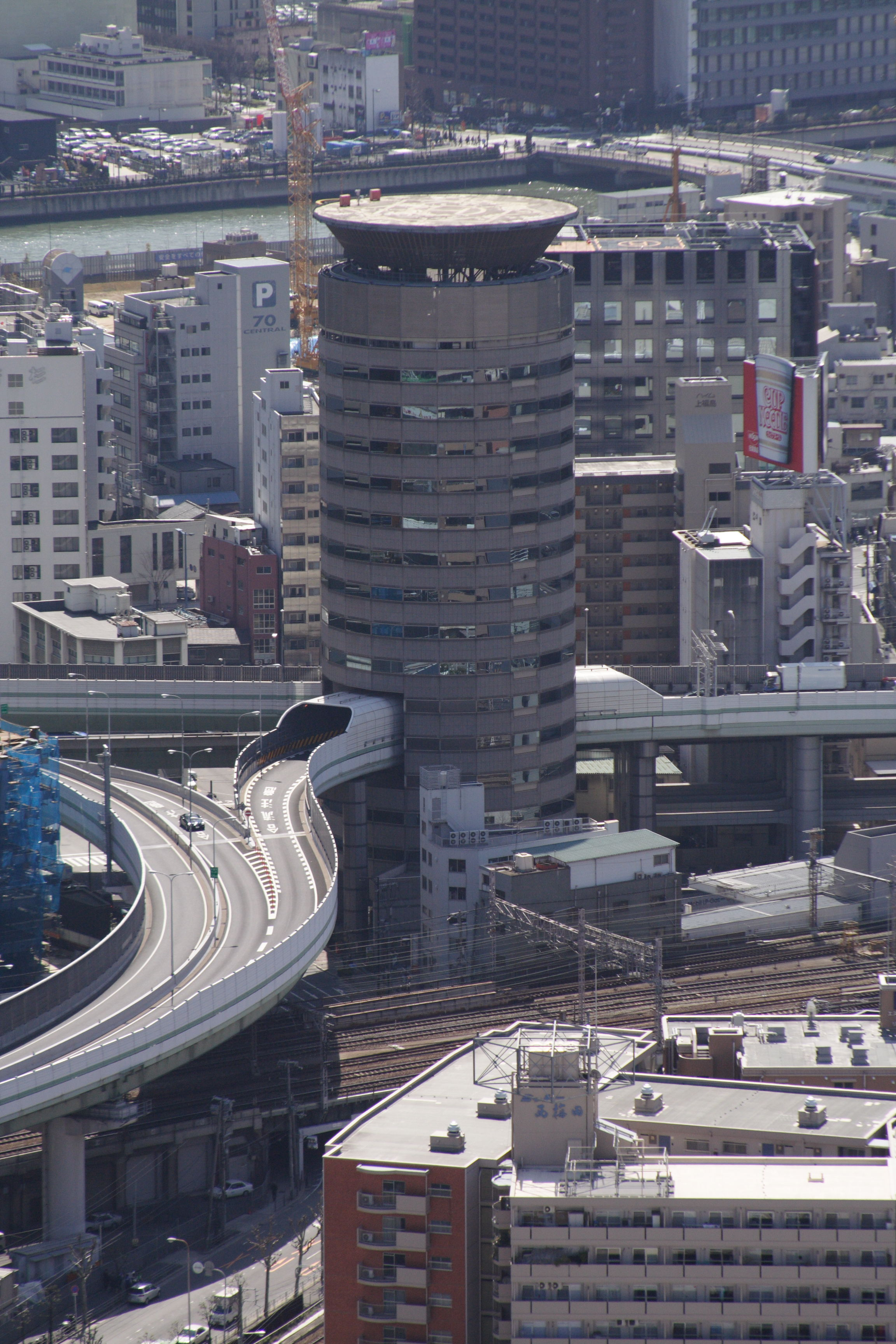
池田方面からの出路はTKPゲートタワービルの中を貫通する。

梅田出入口（うめだでいりぐち）は、大阪府大阪市北区梅田3丁目にある、阪神高速道路11号池田線の出入口。環状線方面の出入口と池田方面からの出口のハーフICである。
現在は東海道本線の北側にあるが、もとは南側の梅田2交差点付近にあり、環状線方面の入口しかない「梅田入口」だった。オオサカガーデンシティの再開発に伴って現在地へ移転させることとなり、1990年4月に環状線方面の出入口、1992年8月に池田方面からの出口がそれぞれ供用を開始した。池田方面からの出路はTKPゲートタワービルを貫通する。
鉄道では梅田から神戸方面と行き来をする路線は3線あるほか、国道2号でも行き来ができるが、当出入口からは直接神戸との行き来をすることができないので注意が必要である。最寄りである阪神高速3号神戸線の中之島西出入口もしくは海老江出入口を利用することとなる。

## 周辺
- 大阪駅・梅田駅
- 新梅田シティ（梅田スカイビル）
- ヨドバシ梅田
- ザ・シンフォニーホール
- サウスゲートビルディング（大丸梅田店）
- 福島駅
- 阪神百貨店
- 阪急百貨店うめだ本店
- ハービスOSAKA・ハービスENT
- 阪急三番街
- お初天神
- ホワイティうめだ
- HEP

## 隣
阪神高速11号池田線
(11-02)出入橋出口 - (11-01)中之島入口 - (11-03)梅田出入口 - (11-04)福島出入口 - (11-05)塚本出入口